# Andreas Lust
Pour les articles homonymes, voir Lust.
Andreas Lust, né le 20 mars 1967 à Vienne, est un acteur allemand. 

## Filmographie

### Cinéma
- 1994 : Ich gelobe de Wolfgang Murnberger
- 1996 : Schwarzfahrer de Nikolaus Leytner
- 1997 : In Schwimmen-Zwei Vögel
- 1997 : Der Unfisch de Robert Dornhelm
- 1998 : Suzie Washington de Florian Flicker
- 2001 : Finnlandia de Eleni Ampelakiotou, Gregor Schnitzler
- 2001 : Die Männer ihrer Majestät (All the Queen’s Men) de Stefan Ruzowitzky
- 2005 : Munich de Steven Spielberg
- 2006 : Balkan Traffic – Übermorgen Nirgendwo de Markus Stein
- 2008 : Revanche (Revanche) de Götz Spielmann
- 2009 : Le Braqueur (Der Räuber) de Benjamin Heisenberg
- 2010 : Der Kameramörder de Robert A. Pejo
- 2011 : Eine ganz heiße Nummer de Markus Goller
- 2012 : Grenzgänger
- 2011 : Et demain, le monde entier (Und morgen die ganze Welt) de Julia von Heinz

### Télévision

#### Téléfilms
- 1996 : Die Liebe eines Ganoven de Peter Ily Huemer
- 1998 : Opernball (de) de Urs Egger (en)
- 2001 : Uprising de Jon Avnet
- 2003 : Ausgeliefert de Andreas Prochaska
- 2004 : Mein Mörder de Elisabeth Scharang
- 2006 : Das Eis bricht de Falk Schweikhardt
- 2006 : 8 x 45 – Bis in den Tod de Bernhard Semmelrock
- 2011 : Im falschen Leben de Christiane Balthasar
- 2011 : Der Mann mit dem Fagott de Miguel Alexandre
- 2012 : Surtout ne dis rien (Davon willst du nichts wissen) de Tim Trachte
- 2012 : Harcèlement (Mobbing) de Nicole Weegmann
- 2013 : Un secret bien enfoui (Tod in den Bergen) de Nils Willbrandt
- 2013 : La Femme interdite (Die verbotene Frau) d'Hansjörg Thurn

#### Série télévisée
- 1997 : Rex, chien flic (Kommissar Rex) - Der Neue
- 1999 : Balko – Baby Stress
- 2000 : Medicopter – Zwischen Leben und Tod
- 2001 : Dolce Vita & Co
- 2002 : Rex, chien flic (Kommissar Rex) – Blond, hübsch, tot
- 2002 : Un cas pour deux (Ein Fall für zwei)
- 2003 : Julia – Eine ungewöhnliche Frau – Arthurs Rückkehr
- 2004–2007 : Tatort
- 2003–2005 : SOKO Kitzbühel
- 2008–2010 : Schnell ermittelt
- 2008-2013 : SOKO Wien
- 2013 : Stolberg – Die Frankenberg-Protokolle